# Iris (planetoïde)
(7) Iris is een grote planetoïde in een baan tussen de planeten Mars en Jupiter. Iris heeft een gemiddelde diameter van ongeveer 200 km en is daarmee een van de grootste vijf planetoïden van het S-type. Iris bevindt zich gemiddeld op ongeveer 2,39 astronomische eenheden van de zon, hoewel haar baan sterk ellipsvormig is en de afstand tot de zon sterk kan verschillen. Ze voltooit een omloop rond de zon in 3,68 jaar.
Vanaf de aarde gezien heeft Iris tijdens opposities een gemiddelde schijnbare helderheid van +7,8, even helder als de planeet Neptunus. Tijdens gunstige opposities (wanneer Iris zich in de buurt van haar perihelium bevindt) kan ze een helderheid van +6,7 bereiken, zodat ze met een simpele verrekijker te vinden is.

## Ontdekking en naam
Iris werd op 13 augustus 1847 ontdekt door de Engelse sterrekundige John Russel Hind. Hind zou nog datzelfde jaar ook planetoïde (8) Flora ontdekken en later nog acht andere planetoïden.
Iris is vernoemd naar Iris, in de Griekse mythologie de godin van de regenboog en boodschapster van de goden, met name van de oppergodin Hera. Ze kreeg deze naam omdat Hind Iris ontdekte terwijl hij op zoek was naar de planetoïde (3) Juno (Juno is de Romeinse naam voor Hera).

## Eigenschappen

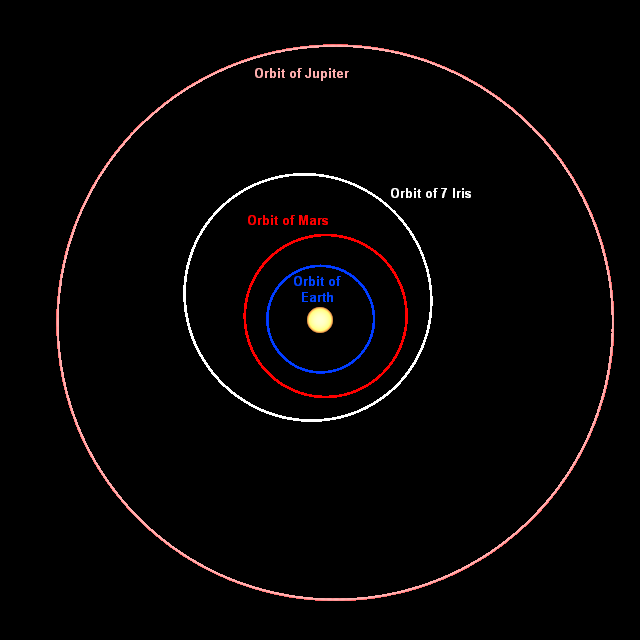
De omloopbaan van Iris vergeleken met de banen van de Aarde, Mars en Jupiter

Iris heeft spectraaltype S, wat wil zeggen dat ze een helder oppervlak heeft dat bestaat uit ijzer- en magnesiumhoudende silicaten en metalen als nikkelijzer. Van de S-klasse planetoïden in de hoofdgordel is Iris de op vier na grootste, na (15) Eunomia, (3) Juno, (29) Amphitrite en (532) Herculina. Door waarnemingen van sterbedekkingen is berekend dat Iris een diameter van ongeveer 200 kilometer heeft.
Uit spectraalanalyse is gebleken dat Iris een enigszins hoekige vorm heeft met een draaias die naar de ecliptische coördinaten (β, λ) = (10°, 20°) wijst, met 10° onzekerheid. Dit betekent dat de helling van de as ten opzichte van de ecliptica 85° is, zodat gedurende de helft van een omloop de zon bijna niet schijnt op een van beide halfronden. Omdat Iris geen astmosfeer heeft zijn de temperatuursverschillen op de planetoïde daarom groot.
Het oppervlak van Iris vertoont verschillen in helderheid, met waarschijnlijk een grote lichtere vlek op het noordelijk halfrond.
Omdat het spectrum van Iris, na correctie voor ruimteverwering op de planetoïde, overeenkomt met de spectra van op aarde gevonden LL-chondrieten, wordt de planetoïde gezien als een mogelijke bron van dat type meteoriet.